# 10 Batalion Rozpoznawczy (LWP)
10 Batalion Rozpoznawczy (10 br) – samodzielny pododdział rozpoznawczy ludowego Wojska Polskiego.

## Historia batalionu
Batalion został sformowany w 1956 roku, w garnizonie Nysa, na bazie plutonu zwiadu 7 Łużyckiej Dywizji Piechoty. Jednostka została zorganizowana według etatu Nr 5/144 o stanie 158 wojskowych i jednego pracownika wojska, i włączona w skład 2 Warszawskiej Dywizji Zmechanizowanej.
W 1962 roku batalion został przeformowany w 18 Kompanię Rozpoznania (JW 2812 "R").